# 克利亞夫利諾區

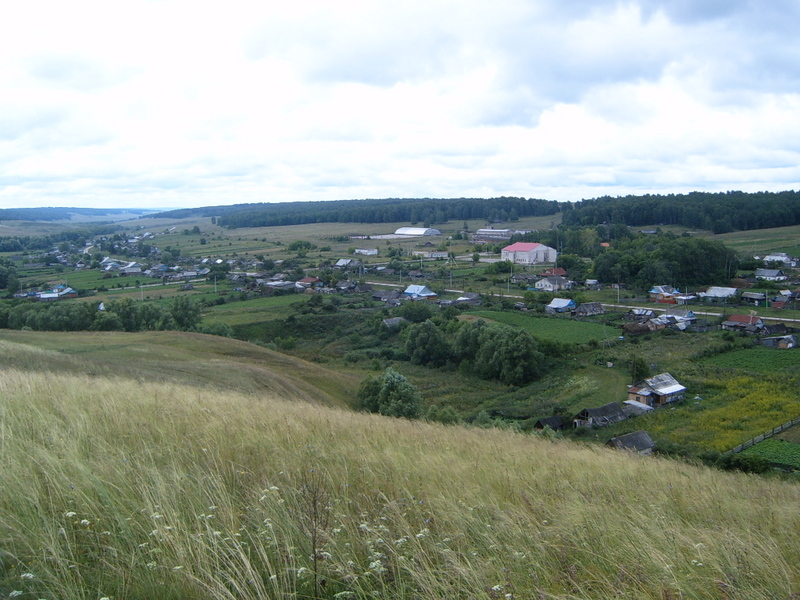

54°16′N 52°02′E / 54.267°N 52.033°E
克利亞夫利諾區（俄语：Клявлинский район），是俄羅斯的一個區，位於該國西南部，由薩馬拉州負責管轄，面積1,160平方公里，2010年人口15,988，人口密度每平方公里13.78人。